# Eugenio Bani
Eugenio Bani (13 de enero de 1991) es un ciclista italiano.

## Biografía
En junio de 2009, durante la celebración del Campeonato de Italia de su categoría (tenía 18 años), dio positivo por gonadotropina coriónica humana (hCG), una hormona cuya utilización está prohibida en deportistas por ser considerada dopaje.
Bani declaró ante el CONI por el caso, aportando diversa información y siendo sancionado con una suspensión de 21 meses por dopaje. La investigación del caso descubrió una terapia global organizada por el equipo, y en la que se incluían la administración de sustancias por vía intravenosa e intramuscular, ampollas reconstituyentes, ácido fólico, vitaminas, analgésicos (para antes de la carrera), estimulantes (a tomar durante la carrera) y jeringas listas para utilizar conservadas en el frigorífico.
El 5 de enero de 2010 el diario italiano La Repubblica publicó una entrevista con el corredor en la que Bani detallaba el contenido de su declaración al CONI. Así, la trama estaría organizada por los dirigentes del equipo, quienes aseguraban a los corredores que lo que les daban sólo eran vitaminas, negando Bani que fuera consciente de lo que le estaba siendo administrado fuera algún tipo de sustancia dopante. El corredor responsabilizó de lo ocurrido al equipo, asegurando que nunca desarrolló ninguna terapia en su casa y que sus padres no tenían conocimientos de medicina, y añadiendo que cuando le informaron de su positivo no sabía por qué lo había dado.
Preguntado por las personas que les daban las sustancias por vía intravenosa, Bani aseguró que lo hacían un ex enfermero y el director del equipo, y que para ello se desplazaban a Empoli Bagnara una vez a la semana. El corredor, que aseguró que la administración de sustancias empezó cuando él era aún menor de edad, dijo que había que confiar en el sistema para tener sitio en algún equipo.
A pesar de estar oficialmente suspendido, el equipo Amore & Vita de categoría Continental dirigido por Ivano Fanini (declarado opositor al dopaje y defensor de un ciclismo limpio) anunció que formaría parte de la plantilla de su filial desde la temporada 2010.

## Palmarés
2016
- 1 etapa de la Vuelta al Táchira